# Яблунівська волость (Черкаський повіт)
Яблунівська волость — історична адміністративно-територіальна одиниця Черкаського повіту Київської губернії з центром у селі Яблунівка.
Станом на 1886 рік складалася з 5 поселень, 5 сільських громад. Населення — 5720 осіб (3086 чоловічої статі та 2634 — жіночої), 1014 дворових господарства.
|                     | Площа, десятин | У тому числі орної, дес. |
| ------------------- | -------------- | ------------------------ |
| Сільських громад    | 3596           | 2495                     |
| Приватної власності | 7580           | 2734                     |
| Іншої власності     | 149            | 97                       |
| Загалом             | 11325          | 5326                     |

Поселення волості:
- Яблунівка — колишнє власницьке містечко при річці Тясмин, 1622 особи, 283 двори, православна церква, школа, 3 постоялих будинки, лавка, 6 вітряних млинів.
- Березняки — колишнє власницьке село при річці Тясмин, 2106 осіб, 283 двори, православна церква, школа, водяний і 9 вітряних млинів.
- Гречківка — колишнє власницьке село при річці Тясмин, 512 осіб, 100 дворів, постоялий будинок, лавка, вітряний млин.
- Мала Смілянка — колишнє власницьке село при річці Тясмин, 426 осіб, 82 двори, православна церква, школа, постоялий будинок, 5 вітряних млинів.
- Яблунівський Завод — колишнє власницьке село при річці Тясмин, 648 осіб, 153 двори, школа, лікарня, постоялий будинок, 2 вітряних млини, бурякоцукровий завод.

Старшинами волості були:
- 1913—1915 роках — Прохір Дем'янович Коваленко[2],[3].